# Lindsaea protensa
Lindsaea protensa är en ormbunkeart som beskrevs av Carl Frederik Albert Christensen. Lindsaea protensa ingår i släktet Lindsaea och familjen Lindsaeaceae. Inga underarter finns listade.